# Howard Kinsey

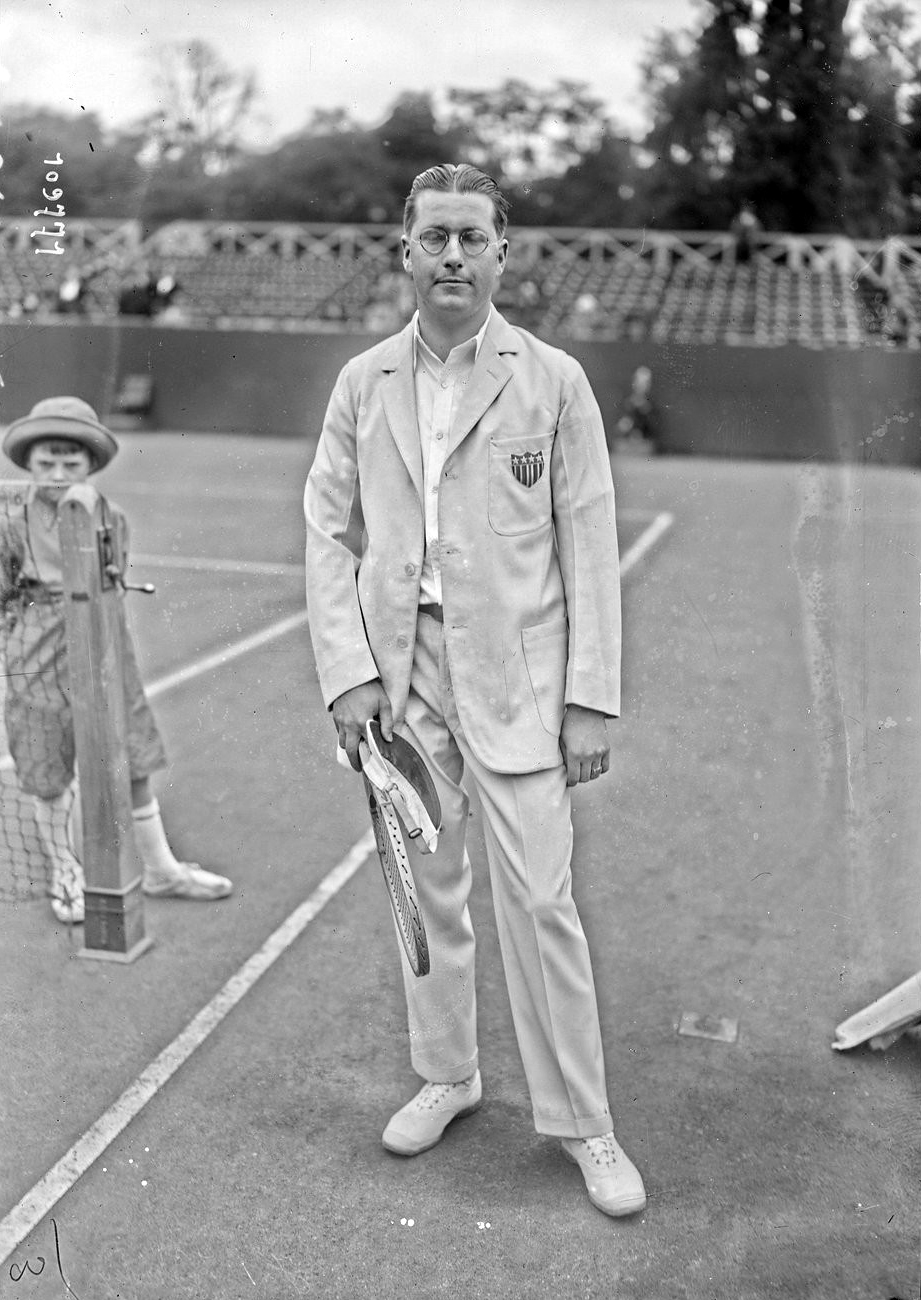
Howard Kinsey 1926

Howard Kinsey (3 de diciembre de 1899 - 26 de julio de 1966) fue un jugador estadounidense de tenis. Su mayor logro fue llegar a la final de Wimbledon en 1926. También llegó a cuartos de final de Roland Garros en 1926 y del US Open en 1924 y 1925. En dobles ganó Roland Garros en 1926 con Vincent Richards y el US Open en 1924 con su hermano Robert Kinsey.
Llegó a ser el número 7 del mundo según el ranking de esa época.